# Zenek
Zenek – polski film biograficzny z 2020 w reżyserii Jana Hryniaka, oparty na biografii piosenkarza disco polo Zenona Martyniuka.

## O filmie
Film trafił do kin 14 lutego 2020. Pierwszy wyprodukowany film pełnometrażowy, za którego dystrybucję kinową w całości odpowiadała Telewizja Polska.
W premierowy weekend film obejrzało go 241 tys. widzów. Do 12 marca 2020, kiedy to w Polsce do odwołania zamknięto kina z powodu rozprzestrzeniania się koronawirusa, Zenka zobaczyło w kinach ponad 504 tys. osób. 12 kwietnia produkcja została umieszczona w serwisie internetowym vod.tvp.pl. Niecały miesiąc później TVP udostępniła produkcję innym płatnym serwisom streamingowym (m.in. Play Now czy Player+), które dołączyły ją do swojej oferty. Od 17 lipca film jest dostępny również za pośrednictwem Netflixa.
Premiera telewizyjna Zenka odbyła się 1 stycznia 2021 na antenie TVP1. Średnia oglądalność wyniosła wtedy 2,82 miliona osób.

## Fabuła
Film opowiada historię Zenka Martyniuka, chłopaka z podlaskiej wsi, który realizuje swoje wielkie marzenie, by śpiewać i bawić tłumy. Dzięki uporowi, ciężkiej pracy i wielu wyrzeczeniom osiągnął niebywały sukces.

## Obsada
- Krzysztof Czeczot – Zenon Martyniuk (starszy)
- Jakub Zając – Zenon Martyniuk (młodszy)
- Magdalena Berus – Sylwia, dziewczyna Martyniuka w młodości
- Klara Bielawka – Danuta Martyniuk, żona Martyniuka
- Karol Dziuba – Ryszard Warot, członek zespołu Akcent
- Jan Frycz – ojciec Danuty Martyniuk
- Konrad Kapica – Mariusz Anikiej, członek zespołu Akcent
- Piotr Sędkowski – gitarzysta Dariusz, członek zespołu Akcent
- Andrzej Andrzejewski – Sławomir Skręta, pierwszy menedżer Martyniuka
- Jędrzej Bigosiński – Kazik
- Jakub Dyniewicz – Daniel Martyniuk, syn Martyniuka
- Mikołaj Chroboczek – „Yari”
- Kiri Denev – „Niemowa”
- Agnieszka Suchora – matka Martyniuka
- Roman Gancarczyk – ojciec Martyniuka
- Zübeyde Bulut – matka Kazika
- Mateusz Król – Mikołaj, wujek Martyniuka
- Piotr Cyrwus – Skaryszuk
- Zbigniew Suszyński - konferansjer
- Jarosław Jakimowicz – menedżer Martyniuka
- Bartosz Obuchowicz – barman
- Ksenia Tchórzko – Aśka
- Maja Wolska – Basia
- Daniel Markowicz – ksiądz
- Don Vasyl – stary Rom Vasyl
- Olivier Seliga – 5-letni Daniel Martyniuk
- Mariusz Zaniewski – organizator koncertu w Ostródzie
- Maurycy Łyczko – kumpel wujka Mikołaja
- Mateusz Grabowski – kumpel wujka Mikołaja
- Jacek Ryś – kierowca autobusu zespołu Akcent
- Bernadeta Komiago – matka Warota
- Weronika Warchoł – Sandra
- Wioletta Łukaszuk – sąsiadka Martyniuków
- Alicja Antochów – Wiola

Ponadto w roli siebie samych w filmie wystąpili: Limahl (wokalista zespołu Kajagoogoo), zespoły Bad Boys Blue, Ale Gramy i Biały Kot, a także sam Zenon Martyniuk.